# 정인택 (소설가)
정인택(鄭人澤, 1909년 9월 12일 ~ 1952년 8월 4일)은 조선민주주의인민공화국의 소설가이다.

## 생애
의친왕 망명을 꾀한 대동단 사건에 연루되었던 언론인 정운복의 아들이다. 한성부에서 출생하였으며 지난날 한때 평안북도 의주에서 잠시 유아기를 보낸 적이 있다.
일제강점기에 《매일신보》, 《문장》 기자를 지내면서, 사소설, 심리소설 위주로 약 40여 편의 작품을 발표했다. 문단 데뷔작은 1936년 발표한 〈촉루〉이다. 작가의 자의식이 반영된 지식인 청년이 주인공인 〈촉루〉는 〈미로〉(1939)와 〈여수〉(1941) 연작으로 이어져 정인택의 대표작이 되었다.
태평양 전쟁 시기에 조선문인보국회에 참가하는 등 친일 행적이 있다. 이 무렵 만주 이주를 배경으로 쓴 〈검은 흙과 흰 얼굴〉(1942) 은 전형적인 친일 작품으로 꼽힌다. 2002년 공개된 친일 문학인 42인 명단과 2008년 발표된 민족문제연구소의 친일인명사전 수록예정자 명단에 포함되었다. 친일 작품은 소설 6편과 창작집 1권을 포함해 총 13편이 밝혀져 있다. 친일반민족행위진상규명위원회가 발표한 친일반민족행위 705인 명단에도 포함되었다.
절친한 친구였던 이상의 연인으로 알려진 권영희와 결혼했고, 한국 전쟁 중 가족과 함께 월북하였다. 정인택은 일제 강점기부터 이념성과는 거리가 먼 작품을 썼고 광복 후에는 보도연맹 가입 기록이 있을 뿐 문단 활동도 거의 하지 않았기 때문에, 조선민주주의인민공화국으로 가게 된 정확한 경위는 확인되지 않았다.
월북 후 얼마 지나지 않아 정인택은 병사하였다. 권영희는 몇 년 후 정인택의 또다른 친구인 월북 작가 박태원과 재혼했으며, 박태원 슬하에서 자란 정인택의 차녀 정태은이 북조선의 유명 작가가 되었다. 정인택의 월북 이후 행적 및 사망년도는 그동안 전혀 알려지지 않았으나, 2006년 이산가족 상봉으로 북조선에 거주하는 누나를 만난 박태원의 차남 박재영이 자신의 블로그를 통해 전해 들은 소식을 밝히면서 공개되었다.

## 주요 경력
- 前 조선공산당 문화예술행정특임위원(1943년 3월 ~ 1943년 6월)
- 前 조선문인보국회 문예과 과장(1943년 6월 ~ 1945년 8월)

## 참고 자료
- 권영민 (2004년 2월 25일). 《한국현대문학대사전》. 서울: 서울대학교출판부. 859쪽쪽. ISBN 8952104617.